# Schlacht von Dhi Qar
Die Schlacht von Dhi Qar (arabisch يوم ذي قار), auch bekannt als Schlacht der Kameleuter, war eine zwischen dem Jahr 604–611 stattgefundene Schlacht im südlichen Irak in der Nähe von Kufa zwischen arabischen Stämmen und dem Sassanidenreich. Die Schlacht fand nach der Hinrichtung des letzten Lachmidenkönigs Al-Nu'man III. auf Befehl von Chosrau II. im Jahr 602 statt. Die Schlacht endete mit einem Sieg der Araber.

Die Datierung des Ereignisses ist umstritten. In der Encyclopædia Iranica heißt es zu diesem Thema:
"Nach einigen muslimischen Überlieferungen fand die Schlacht im Jahr 1/623 oder 2/624 statt... Ebn Ḥabīb... datierte sie früher, zwischen 606 und 622, aber moderne Gelehrte haben diesen Zeitraum auf 604-11 eingegrenzt."
Die Schlacht von Dhū-Qār wird in vielen klassischen Werken der arabischen Geschichte und Literatur beschrieben. Die längste, aber nicht unbedingt repräsentativste Version ist Bishr ibn Marwān al-Asadīs Ḥarb Banī Shaybān maʻa Kisrá Ānūshirwān (arabisch حرب بني شيبان مع كسرى آنوشروان).